# Чарнибруд
Чарнибруд (пол. Czarnybród) — село в Польщі, у гміні Ґродзець Конінського повіту Великопольського воєводства.
Населення — 87 осіб (2011).
У 1975-1998 роках село належало до Конінського воєводства.

## Демографія
Демографічна структура станом на 31 березня 2011 року:
|          | Загалом | Допрацездатний вік | Працездатний вік | Постпрацездатний вік |
| -------- | ------- | ------------------ | ---------------- | -------------------- |
| Чоловіки | 47      | 8                  | 32               | 7                    |
| Жінки    | 40      | 9                  | 23               | 8                    |
| Разом    | 87      | 17                 | 55               | 15                   |